# Vitorlásverseny Argenteuil-nél
A Vitorlásverseny Argenteuil-nél (Régates à Argenteuil) Claude Monet festménye, amely a Musée d’Orsay gyűjteményének része.
A vitorlázás az 1830-as években kezdett egyre népszerűbbé válni az Île-de-France régióban. Argenteuil-ben az 1850-es évektől kezdtek vitorlásversenyeket rendezni, mert ott a Szajna kiszélesedik, teret nyújtva így a hajóknak. A terület könnyen megközelíthető volt Párizsból vonattal, ami sok versenyzőt és nézőt csábított a fővárosból. Vasárnaponként tömegek gyűltek össze Argenteuil-ben, és az emberek a folyóparton sétáltak, figyelték a hajók vetélkedését.
Claude Monet 1871 decembertől 1878-ig Argenteuil-ben élt. Ott tartózkodása alatt nagyjából 170 képet festett, ezek fele a Szajnát és partját ábrázolják. A Vitorlásverseny Argenteuil-nél 1872-ben keletkezett, két évvel azelőtt, hogy hivatalosan elindult az impresszionista mozgalom, de már láthatók rajta az irányzat fő jellemzői. Köszönhetően az összecsukható festőállvány és a tubusos festék gyártásának, az alkotók elhagyhatták műtermeiket, és a szabadban festhettek, megpróbálhatták elcsípni a fény és a színek, a levegő és a vízfelszín folyamatos változását, átalakulását.
A festmény 1876 és 1894 között Gustave Caillebotte festő műgyűjteményének része volt, majd halála után örökösei a francia államnak adományozták. 1986 óta van a Musée d’Orsay tulajdonában.